# Nyssodrysternum reticulatum
Nyssodrysternum reticulatum es una especie de escarabajo longicornio del género Nyssodrysternum, tribu Acanthocinini, subfamilia Lamiinae. Fue descrita científicamente por Melzer en 1934.

## Descripción
Mide 9-10 milímetros de longitud.

## Distribución
Se distribuye por Brasil.